# HD 58599
HD 58599，又名BD+11 1588，SAO 96901、HR 2840，是一颗恒星，视星等为6.41，位于銀經206.97，銀緯12.76，其B1900.0坐标为赤經7h 21m 9.4s，赤緯+11° 12.76′ 31″。